# Deportivo Galcasa
Deportivo Galcasa – gwatemalski klub piłkarski z siedzibą w mieście Villa Nueva, w departamencie Gwatemala. Funkcjonował w latach 1970–1993. Domowe mecze rozgrywał na obiekcie Estadio Glidden.

## Osiągnięcia
- wicemistrzostwo Gwatemali (1): 1986
- puchar Gwatemali (1): 1980
- superpuchar Gwatemali (1): 1980

## Historia
Klub został założony przez przedsiębiorstwo Galvanizadora Centro América S.A. (w skrócie Galcasa), krajowego lidera w branży sztucznych pokryć dachowych. Historyczny awans do Liga Nacional wywalczył w listopadzie 1974, po pokonaniu drużyny Laboratorios Jiménez (4:1, 6:3) w decydującym dwumeczu rozegranym na narodowej arenie Estadio Mateo Flores. Przez pierwsze lata Galcasa nie posiadała własnego stadionu i korzystała z obiektu Estadio Municipal Amatitlán w pobliskim Amatitlán. Dopiero w 1978 roku w Villa Nueva zainaugurowano stadion Estadio Glidden.
W pierwszej lidze Galcasa występowała po raz pierwszy w latach 1975–1984. Wywalczyła wówczas puchar Gwatemali (1980) i superpuchar Gwatemali (1980). Następnie spadła do drugiej ligi, by powrócić do Liga Nacional już po roku. Drugi pobyt klubu w pierwszej lidze miał miejsce w latach 1986–1993. Tym razem drużyna zdobyła wicemistrzostwo Gwatemali (1986), dzięki czemu wzięła udział w międzynarodowych rozgrywkach Pucharu Mistrzów CONCACAF.
W 1993 roku klub sprzedał swoją licencję zespołowi Deportivo Mictlán za sumę 200 tysięcy quetzali gwatemalskich i przestał istnieć. Właściciel Galcasy, Richard Conoday, uzasadniał tę decyzję frustracją wynikającą z pracy sędziów w lidze gwatemalskiej, którzy mieli faworyzować czołowe drużyny ze stolicy. Ogółem Galcasa rozegrała 623 mecze w pierwszej lidze. Najlepszym strzelcem w historii klubu jest Argentyńczyk Ricardo Carreño (74 gole).
W kolejnych latach mieszkańcy Villa Nueva próbowali reaktywować klub, lecz bez większego powodzenia (np. w 2009 nowy zespół Galcasa na krótko przystąpił do czwartej ligi).

### Rozgrywki międzynarodowe
| Sezon | Rozgrywki                | Runda | Klub      | Dom | Wyjazd | Ogólnie    |
| ----- | ------------------------ | ----- | --------- | --- | ------ | ---------- |
| 1987  | Puchar Mistrzów CONCACAF | 1R    | Olimpia   | –   | 0–1    | 4. miejsce |
| 1987  | Puchar Mistrzów CONCACAF | 1R    | Águila    | –   | 1–4    | 4. miejsce |
| 1987  | Puchar Mistrzów CONCACAF | 1R    | Herediano | 0–2 | –      | 4. miejsce |

## Trenerzy
- Orlando de León (1985–1986)[4]